# Prix Goncourt 2019
Le prix Goncourt 2019 a été attribué le lundi 4 novembre 2019 à Jean-Paul Dubois pour son livre Tous les hommes n'habitent pas le monde de la même façon publié aux Éditions de l'Olivier.

## Sélections

### Première sélection
La première sélection est dévoilée le 3 septembre 2019. Il est exceptionnel qu'il n'y ait aucun sélectionné des éditions du Seuil[réf. nécessaire], néanmoins il y a un ouvrage sélectionné des éditions de l'Olivier qui depuis 2017 appartiennent au même groupe d'édition, Média participations.
| Auteur                   | Ouvrage                                                  | Éditeur          |
| ------------------------ | -------------------------------------------------------- | ---------------- |
| Santiago H. Amigorena    | Le Ghetto intérieur                                      | P.O.L.           |
| Nathacha Appanah         | Le Ciel par-dessus le toit                               | Gallimard        |
| Dominique Barbéris       | Un dimanche à Ville-d'Avray                              | Arléa            |
| Jean-Luc Coatalem        | La Part du fils                                          | Stock            |
| Louis-Philippe Dalembert | Mur Méditerranée                                         | Sabine Wespieser |
| Jean-Paul Dubois         | Tous les hommes n'habitent pas le monde de la même façon | L'Olivier        |
| Hélène Gaudy             | Un monde sans rivage                                     | Actes Sud        |
| Léonora Miano            | Rouge impératrice                                        | Gallimard        |
| Hubert Mingarelli        | La Terre invisible                                       | Buchet Chastel   |
| Amélie Nothomb           | Soif                                                     | Albin Michel     |
| Anne Pauly               | Avant que j'oublie                                       | Verdier          |
| Abel Quentin             | Sœur                                                     | L'Observatoire   |
| Olivier Rolin            | Extérieur monde                                          | Gallimard        |
| Sébastien Spitzer        | Le Cœur battant du monde                                 | Albin Michel     |
| Karine Tuil              | Les Choses humaines                                      | Gallimard        |

### Deuxième sélection
La deuxième  sélection est dévoilée le 1er octobre 2019.
| Auteur                | Ouvrage                                                  | Éditeur        |
| --------------------- | -------------------------------------------------------- | -------------- |
| Santiago H. Amigorena | Le Ghetto intérieur                                      | P.O.L.         |
| Nathacha Appanah      | Le Ciel par-dessus le toit                               | Gallimard      |
| Dominique Barbéris    | Un dimanche à Ville-d'Avray                              | Arléa          |
| Jean-Luc Coatalem     | La Part du fils                                          | Stock          |
| Jean-Paul Dubois      | Tous les hommes n'habitent pas le monde de la même façon | L'Olivier      |
| Léonora Miano         | Rouge impératrice                                        | Grasset        |
| Hubert Mingarelli     | La Terre invisible                                       | Buchet Chastel |
| Amélie Nothomb        | Soif                                                     | Albin Michel   |
| Olivier Rolin         | Extérieur monde                                          | Gallimard      |

### Troisième sélection
La troisième sélection est annoncée le 27 octobre 2019.
| Auteur            | Ouvrage                                                  | Éditeur      |
| ----------------- | -------------------------------------------------------- | ------------ |
| Jean-Luc Coatalem | La Part du fils                                          | Stock        |
| Jean-Paul Dubois  | Tous les hommes n'habitent pas le monde de la même façon | L'Olivier    |
| Amélie Nothomb    | Soif                                                     | Albin Michel |
| Olivier Rolin     | Extérieur monde                                          | Gallimard    |